# 群山港駅
群山港駅（クンサンこうえき、クンサナンえき）は大韓民国全北特別自治道群山市にある韓国鉄道公社群山港線の鉄道駅（貨物駅）である。

## 沿革
- 2020年12月10日 - 開業。

## 隣の駅
韓国鉄道公社
群山港線
群山玉山信号場 - 群山港駅